# Indigofera longiracemosa
Indigofera longiracemosa är en ärtväxtart som beskrevs av Henri Ernest Baillon. Indigofera longiracemosa ingår i släktet indigosläktet, och familjen ärtväxter. Inga underarter finns listade i Catalogue of Life.